# Platygaster matsutama
Platygaster matsutama är en stekelart som beskrevs av Yoshida och Hirashima 1979. Platygaster matsutama ingår i släktet Platygaster och familjen gallmyggesteklar. Inga underarter finns listade i Catalogue of Life.